# Dendrobium scoriarum
Dendrobium scoriarum är en orkidéart som beskrevs av William Wright Smith. Dendrobium scoriarum ingår i släktet Dendrobium, och familjen orkidéer. IUCN kategoriserar arten globalt som starkt hotad. Inga underarter finns listade i Catalogue of Life.